# Amy Davidson
Amy Davidson (ur. 15 września 1979) – amerykańska aktorka.

## Życiorys
Wychowała się w środowisku akademickim. Jej ojciec był dyrektorem szkoły podstawowej Mirage, a matka była nauczycielką angielskiego. Jej rodzice zapisali ją na lekcje tańca i stała się członkiem Ruchu Tańca. Potem zaczęła pojawiać się w reklamach. Po pojawieniu się w filmie telewizyjnym Prawda o Jane i jednym z odcinków serialu Potyczki Amy zagrała wraz z Mary-Kate i Ashley Olsen w serii Jak dwie krople wody potem wystąpiła w komedii Zwariowany świat Malcolma.

## Życie osobiste
Wzięła ślub z Kacy'm Lockwoodem 1 maja 2010 roku, z którym ma syna Lennoxa Sawyera Lockwooda, który urodził się 1 marca 2016 roku. 

## Filmografia
- 2001 Potyczki Amy jako Lindsey Sandowski
- 2001 Jak dwie krople wody jako Cammie Morton
- 2002 8 prostych zasad jako Kerry Hennessy
- 2004 Rodzina Face-Off Hollywood jako ona sama
- 2004 Punk'd jako ofiara Prank
- 2004 Pet Gwiazda jako Sędzia
- 2005 Brenda i pan Whiskers jako Tiffany Turlington (głos)
- 2005 Strong Medicine jako Jamie
- 2006 Zwariowany świat Malcolma jako Paula
- 2006 Mały talent Show jako Sędzia
- 2007 CSI: Kryminalne zagadki Nowego Jorku jako Carolyn
- 2008 Pojmanie zabójca z zielonej rzeki jako Helen Ramus
- 2008 Zabójcze umysły jako Zoe
- 2009 Zaklinacz dusz jako Dana Mayhew
- 2011 CSI: Kryminalne zagadki Las Vegas jako Leslie Gitig
- 2015 Better Call Saul jako Sabrina